# Vladimir Šeks
Vladimir Šeks (Osijek, 1 de gener de 1943) va ser president del Parlament de Croàcia i membre d'Unió Democràtica de Croàcia (HDZ). Ha estat representant en el Parlament de Croàcia des de la independència del país.
El 26 de febrer de 2005 es va trobar mort a Goa, Índia, al seu fill Domagoj, després que els seus amics haguessin denunciat la seva desaparició uns dies abans a les autoritats. Hi ha versions contradictòries sobre la causa de la mort: mentre unes fonts diuen que va ser atracat i assassinat, d'altres afirmen que la seva mort va ser per ofegament.
En criticar públicament contínuament la nova plataforma del partit, més conservadora, i el lideratge de Tomislav Karamarko, que en va accedir després que el partit perdés el poder en les eleccions legislatives croates de 2011, el 12 de juny de 2012 van ser destituït dels càrrec de vicepresident juntament amb Jadranka Kosor.